# Sous-secrétaire (Espagne)
Un sous-secrétaire (en espagnol : Subsecretario) est un haut fonctionnaire de l'administration publique centrale en Espagne conçu comme un organe d'appui des différents organes des ministères. Il est placé sous l'autorité directe d'un ministre et à la tête d'un sous-secrétariat (en espagnol : Subsecretaría).

## Définition
Contrairement aux ministres et aux secrétaires d'État qui sont des organes supérieurs, les sous-secrétaires et secrétaires généraux constituent des « organes de direction de l'Administration centrale » (en espagnol : órganos directivos de la Administración General del Estado).
Les sous-secrétaires supportent la représentation ordinaire de leur ministère, dirigent les services communs de celui-ci et exercent les compétences qui correspondent à ces services.

## Régime juridique

### Existence
Chaque ministère dispose nécessairement d'un sous-secrétariat, duquel dépend un secrétariat général technique. La création, la modification et la suppression des sous-secrétariats sont réalisées par décret royal (en espagnol : Real Decreto) pris en conseil des ministres à l'initiative du ministre compétent et sur proposition du ministre responsable de la Fonction publique.

### Nomination et révocation
Les sous-secrétaires sont nommés et révoqués par décret royal pris en conseil des ministres à l'initiative du titulaire de chaque ministère. Seuls des fonctionnaires de carrière de l'État, des communautés autonomes ou des entités locales appartenant au sous-groupe A1 peuvent être nommés aux fonctions de sous-secrétaire.

## Compétences
Les sous-secrétaires ont pour fonction d'appuyer les organes supérieurs de leur ministère dans la planification de leurs activités en fournissant un soutien technique ; d'assister le ministre dans le contrôle de l'efficacité du ministère et des organismes publics qui y sont rattachés ; d'établir les programmes d'inspection des services du ministère ainsi que déterminer des actions précises en vue de l'amélioration des systèmes de planification, direction et organisation et pour la rationalisation et la simplification des procédures et méthodes de travail.
Le sous-secrétariat est chargé de proposer les mesures d'organisation du ministère et de diriger le fonctionnement des services communs de celui-ci. Il lui revient de gérer l'ensemble des ressources humaines du ministère et de définir les listes d'emplois et d'opérer la répartition des employés publics ainsi que d'élaborer, suivre et exécuter les crédits budgétaires affectés au ministère. Le sous-secrétariat est responsable d'ouvrir des postes de fonctionnaire au concours et de nommer les reçus ainsi que de recruter des travailleurs. Le sous-secrétariat exerce le pouvoir disciplinaire à l'égard de ses agents en cas de commission de fautes graves ou très graves. Il est également chargé de solliciter auprès du ministère des Finances et de la Fonction publique la mise à disposition ou la location des immeubles ou bureaux nécessaires à l'activité du ministère.
En tant qu'organe de soutien, le sous-secrétaire doit fournir un conseil juridique et technique à son ministre de tutelle pour l'exercice de ses fonctions, en particulier dans l'exercice du pouvoir normatif et la production d'actes administratifs ; et informer, si nécessaire, les autres ministères des projets d'actes ou règlements. Le sous-secrétaire dirige, impulse et supervise les travaux du secrétariat général technique placé sous ses ordres ainsi que de tous les organes directifs qui dépendent de lui. Enfin, le sous-secrétaire administre les crédits de dépense affectés au ministère, reconnaît les obligations économiques et propose leur paiement selon les conditions définies par le Trésor public dans tous les cas où la compétence du conseil des ministres n'est pas requise.
En plus de compétences précédentes, le sous-secrétariat du ministère de la Présidence, en coordination avec le secrétariat général de la présidence du gouvernement, exerce les compétences propres des services communs des départements ministériels qui sont en relation avec ceux de la présidence.

## Rang administratif
Chaque ministre est le responsable suprême de son département ministériel et le supérieur hiérarchique direct des secrétaires d'État et sous-secrétaires relevant de son champ de compétences. Comme organe directif, le sous-secrétaire est le supérieur hiérarchique des directeurs généraux placés sous ses ordres ; lesquels sont les supérieurs de leurs sous-directeurs généraux.
Les secrétaires généraux d'un ministère, lorsque le décret royal relatif à la structure organique basique de ce ministère prévoit leur existence, ont rang de sous-secrétaire et les secrétaires généraux techniques ont le rang de directeur général.